# L'Algérie c'est beau comme l'Amérique
L'Algérie c'est beau comme l'Amérique est une bande dessinée sur l'Algérie. Scénarisé par Olivia Burton et dessiné par Mahi Grand, cet album de 180 pages paraît en janvier 2015 chez Steinkis Groupe.

## Synopsis
Olivia, descendante de pieds-noirs, décide de visiter l'Algérie après la mort de sa grand-mère. Elle visite Alger puis se dirige vers les Aurès avec Djaffar, son guide. Elle découvre la région où vivaient ses aïeux, fascinée par la beauté des paysages et l'accueil des Algériens.

## Personnages
- Olivia, descendante de pieds-noirs
- Djaffar, chauffeur et guide d'Olivia en Algérie[3].

## Traduction
L'Algérie c'est beau comme l'Amérique est traduit en anglais.